# FC Histon
Der FC Histon (offiziell: Histon Football Club) ist ein 1904 gegründeter Fußballclub aus Histon and Impington im Südosten Englands.
Die Vereinsfarben sind Rot und Schwarz. Die Heimspiele werden in der 3800 Zuschauer fassenden Bridge Road ausgetragen.

## Erfolge
- Meister der Conference South: 2006/07
- Meister der Southern League Premier Division: 2004/05
- Meister der Eastern Counties League Premier Division: 1999/00, 2018/19
- Sieger des Cambridgeshire Professional Cups: 2001/02, 2002/03, 2003/04, 2009/10, 2011/12, 2012/13, 2013/14, 2014/15, 2018/19
- Sieger des Cambridgeshire Invitation Cups: 1977/78, 1979/80, 1984/85, 1996/97, 2000/01, 2003/04, 2004/05